# 再世紅梅記
《再世紅梅記》是香港著名粵劇劇作家唐滌生的粵劇劇本，改編自明朝劇作家周朝俊的《紅梅記》。此劇是仙鳳鳴劇團的第八屆劇目，於1959年9月14日首演。
《再世紅梅記》亦是唐滌生的最後作品，1959年9月14日晚上，當《再世紅梅記》在利舞臺戲院首演至第四場〈脫阱救裴〉時，唐滌生突然昏倒在觀眾席上，被送往聖保祿醫院搶救，延至凌晨4時45分因腦溢血逝世，終年42歲。

## 劇情
南宋末年，錢塘秀才裴禹在虎邱邂逅太師賈似道新收之妾李慧娘，之後裴禹以小舟跟隨李慧娘之畫船至西湖。無奈相逢恨晚，慧娘已為官家妾，故拒裴禹於千里之外。裴禹離去後，慧娘並未忘情，不自覺道出「美哉少年」之讚。賈似道聞之大怒，殺害慧娘、藏首金盒，以儆衆姬，並停棺紅梅閣上。
又退職總兵盧桐，離職後設小酒肆於繡谷中，有女昭容者甚美，且酷肖慧娘。裴禹因折梅而巧遇昭容，兩人一見鍾情。但賈亦想納昭容為妾，以補慧娘之缺，盧欲拒之無策，裴禹授策教昭容裝瘋鬧府。詎料入府裝瘋之時，賈似道冷眼旁觀，得悉昭容裝瘋之詐，欲先殺裴禹，後捕昭容。賈以候薦賢為由，留裴禹於府內。而昭容父女，懼賈再來相迫，乃移居揚州。
裴禹留宿賈府書齋，適此處為前慧娘停棺之處，其魂出現，與裴幽敘。賈欲殺裴禹於紅梅閣，慧娘之魂知之，從賈瑩中手中救出裴禹。賈似道以為妾絳仙偷放裴禹，遂審問之，遭慧娘鬼魂阻止，登堂明辯。然後慧娘再陰護裴禹，趕至揚州會昭容。
裴禹抵達揚州時，正值昭容相思魂斷之時，慧娘遂借昭容屍體還魂，與裴禹完婚。而趕來揚州捉昭容的賈似道因通敵而被新帝貶為庶民。

## 開山演員
1959年粵劇《再世紅梅記》首演時的開山演員：
| 演員   | 角色   | 簡介           |
| ------ | ------ | -------------- |
| 任劍輝 | 裴禹   | 錢塘秀才       |
| 白雪仙 | 李慧娘 | 賈似道新收之妾 |
| 白雪仙 | 盧昭容 | 盧桐之女       |
| 梁醒波 | 賈似道 | 南宋末年的太師 |
| 靚次伯 | 盧桐   | 退職總兵       |
| 林家聲 | 賈瑩中 | 賈似道之侄     |
| 任冰兒 | 吳絳仙 | 賈似道之妾     |

## 場次
- 第一場：〈觀柳還琴〉
- 第二場：〈折梅巧遇〉
- 第三場：〈鬧府裝瘋〉
- 第四場：〈脫阱救裴〉
- 第五場：〈登壇鬼辯〉
- 第六場：〈蕉窗魂合〉

## 衍生作品

### 唱片版本
《再世紅梅記》唱片由娯樂唱片有限公司出版，以下是錄唱者：
- 任劍輝（飾）裴禹
- 白雪仙（飾）李慧娘、盧昭容
- 梁醒波（飾）賈似道
- 靚次伯（飾）盧桐
- 蘇少棠（飾）賈瑩中
- 任冰兒（飾）吳絳仙

### 1968年電影版本
1968年上演的香港電影《再世紅梅記》由黃鶴聲導演，金國影業公司出版。以下是演員表：
- 陳寶珠（飾）裴禹
- 南紅（飾）李慧娘、盧昭容
- 梁醒波（飾）賈似道
- 賽麒麟（飾）盧桐
- 蘇少棠（飾）賈瑩中
- 玫瑰女（飾）吳絳仙